# Valònia
|  | «Valona» redirigeix aquí. Vegeu-ne altres significats a «Tringa glareola». |

|  | «Valons» redirigeix aquí. Vegeu-ne altres significats a «Valons (Droma)». |

Valònia (en való Walonreye o Waloneye, francès Wallonie, alemany Wallonien, neerlandès Wallonië), també anomenada Regió valona (en való Redjon walone, francès: Région wallonne; alemany: Wallonische Region; neerlandès Waals Gewest), és una regió de Bèlgica que comprèn les províncies d'Hainaut, de Lieja, de Luxemburg, de Namur i de Brabant Való. Namur és la seva capital. La Regió cobreix una superfície de 16.844 quilòmetres quadrats amb aproximadament tres milions i mig d'habitants, la qual cosa representa un 55% de la superfície belga i un 32% de la població. Creada el 1970 arran de les reivindicacions del nacionalisme való per a un reconeixement polític de Valònia, adquireix un poder de decret i un poder executiu amb la llei especial del 8 d'agost de 1980. Aquests poders estan representats respectivament pel Parlament való i el Govern való, tots dos situats a Namur. Dins d'aquesta regió hi ha la Comunitat Germanòfona de Bèlgica, on la llengua oficial és l'alemany.

## Història

### Abans de1830
Es pot parlar de la història de Valònia anterior a l'any 1830 (data de la fundació de l'Estat belga), no d'una Valònia mil·lenària, però sí de la història de l'espai que correspon a la Valònia d'avui. Dos trets i fets característics d'aquest període passat són:
La conquesta de la Gàl·lia per Juli Cèsar determina la romanització de l'espai corresponent a la Valònia actual, convertint-se d'enclavament llatí a país germànic durant l'alta edat mitjana. Sota aquest marc, aflora l'art mosà (800–1600).
La primerenca industrialització, amb la utilització de l'hulla, per transformar el ferro, això va a fer als valons especialistes en la indústria: valons de Suècia, valons en la indústria alemanya, a més de la resta del món.

### De 1830 a1914
El 1830 perllonga en un sentit aquest passat, per diversos aspectes:
La Revolució industrial a Valònia es consumia abans de la Revolució belga de 1830. Anuncia la vigorositat del moviment obrer a Valònia.
Aquesta revolució és assumida (o confiscada segons el punt de vista) per una burgesia francòfona unida el 1828 (“La unió fa la força” de l'unionisme), contra Països Baixos, dividida en catòlics i liberals. Aquesta burgesia de Flandes, Brussel·les i Valònia va imposar el francès tant a Valònia com a Flandes, on va ser rebutjada com a llengua oficial.
Un nacionalisme flamenc naixent, amb el suport de les elits polítiques i socials francòfones de Flandes, reforma progressivament la legislació lingüística. Un moviment való neix a causa que aquestes pretensions agreujaven al pes dominant (clerical i conservador) de Flandes enfront d'una Valònia (sempre minoritària) més a l'esquerra i més laica, la primera a reclamar el federalisme amb la Carta al Rei sobre la separació de Valònia i de Flandes de Jules Destrée (1863-1936). La Primera Guerra Mundial redibuixa els mapes.

### Des de 1914
La Primera Guerra Mundial, un dels fets més importants del segle xx, explica la successió dels esdeveniments. Valònia va veure alguns moments d'il·lusió d'una Bèlgica unida entorn d'Albert I de Bèlgica (1875-1934), després s'inquieta per un moviment flamenc que va sortir reforçat de la guerra. La frontera lingüística el 1932 és un compromís. Però les queixes valones s'exacerben quan Leopold III de Bèlgica (1901-1983) impulsa la ruptura amb les aliances francesa i anglesa en una època on Adolf Hitler no oculta les seves intencions.
La Segona Guerra Mundial va dividir Bèlgica encara més profundament. Durant l'atac alemany al maig de 1940 certs regiments flamencs van desertar. Els soldats flamencs fets presoners el 28 de maig de 1940 van ser alliberats, els soldats valons van continuar captius. L'actitud del rei va engegar la greu “Qüestió reial”. Una consulta popular (sobre la tornada de Leopold III en el poder) va endurir als opositors. Durant els esdeveniments de 1950 i 1960, la classe obrera valona, inquieta per la regressió econòmica de Valònia, preocupats per la democràcia, van intervenir massivament.
A partir de 1970, Flandes i Valònia (Brussel·les igualment), aconsegueixen una gran autonomia aprofitant el federalisme belga, sota l'embranzida de diversos factors i actors. La supervivència del país està en joc, així com els sentiments d'adhesió a Bèlgica i Valònia revelen que resideix una inclinació a Bèlgica, combinat amb un sentiment való (o flamenc) i europeu.

## Divisió administrativa
La Regió de Valònia comprèn 5 províncies:
1. Brabant Való
2. Hainaut
3. Lieja
4. Luxemburg
5. Namur

## Geografia
Valònia limita amb la regió belga de Flandes i amb els Països Baixos al nord, amb França a l'oest, amb Luxemburg al sud, i amb Alemanya a l'est.
A diferència de Flandes, costaner i pla, Valònia és més accidentada, i compta amb algunes zones d'alçària muntanyenca. Aquestes zones són:
- Plateau de Recogne, a Luxemburg, amb el Croix Scalle (504 m)
- l'altiplà d'Hesbaye.
- Plateau de Herve, entre Lieja i Verviers.
- Plateau de Leem, a la frontera entre Brabant i Limburg.
- Massís varisc del Condroz, d'una alçada entre 200 i 300 metres al sud de la vall dels rius Sambre i Mosa.
- Les depressions esquistoses de Famenne (província de Namur) i Hautes Fagnes (província de Lieja).
- Els turons de les Ardenes, amb el punt culminant de la regió a Botrange (694 m).

Els principals rius de la regió pertanyen a la conca del Mosa: els Lesse, Ourthe, Amblève, Sauer, Vesdre, Geer, Semois, Sambre, Hoyoux, Mehaigne, Hermeton, Kline, Viroin. Alguns pertanyen a la conca de l'Escalda: el Dender i el Dijle. El Sûre és l'únic riu de la conca del Rin.

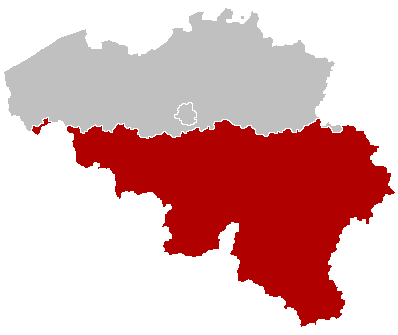
Localització de Valònia dins de Bèlgica.

Valònia pot situar-se aproximadament a partir de la conca hidrogràfica del riu Mosa. Amb l'excepció de la província del Brabant Való, al sud de Brussel·les; i una gran part d'Hainaut a l'oest, limitant amb França; la resta de Valònia (excepte dos o tres enclavaments, particularment al costat del Gran Ducat de Luxemburg) pertany a la conca del Mosa.
Aquesta conca és valona en 12.000 dels seus 36.000 km². La conca del Mosa cobreix tres quartes parts del territori való. Mouse, per Givet (a França), Dinant, Namur, Huy, Lieja, al nord d'Ardenne es van establir tres de les quatre grans ciutats valones, Charleroi en el riu Sambre, Namur en la confluència del Sambre i del Mosa, Lieja. La quarta gran ciutat, Mons, se situa a l'oest de Charleroi fora de la conca mosana d'Hainaut.
El solc Sambre-Mosa, perllongat pel Vesdre a l'est de Lieja cap a Verviers, ha vist establir-se en el segle xviii i en el segle xix el solc industrial que es perllonga també cap a l'oest, a Hainaut, cap a la Louvière, Mons i la ribera Haine. Concentrant en 1.000 km² prop dels dos terços de la població i una indústria que fins i tot en xifres absolutes (acer i carbó) va ser la segona del món. La conca mosana, almenys del segle ix al XIII, com ho va demostrar l'historiador Felix Rousseau (1887–1981) és el lloc on es va establir, des del seu punt de vista, una espècie de civilització, l'art mosà, l'art escaldenc determinat per l'arquitectura de Tournai al llarg d'Hainaut.

## Demografia
Valònia té 3.457.000 habitants, que representen un terç de la població de Bèlgica. El nombre d'estrangers residents a Valònia és de 368.000 persones (l'11,4% de la població local), principalment turcs, magrebins, italians i espanyols. Aquest percentatge és més alt que a Flandes (on és del 4%), però més baix que a Brussel·les (on és el 27,8%). La religió històrica dels valons és la catòlica, amb alguns grupuscles protestants; avui els agnòstics i ateus són majoritaris. Entre els immigrants hi ha molts musulmans.

## Economia
Tradicionalment, Valònia ha estat sempre una regió de mines i de siderúrgia. El carbó de la conca Mons-Charleroi ha estat la font de la major part de lluites socials, puix que a Valònia arrelà ben aviat el socialisme, i de l'augment del poder econòmic i pes específic dels valons en la Bèlgica del segle xix. Però el canvi econòmic i la industrialització de Flandes durant els anys cinquanta, juntament amb els processos de tancament de les mines i la reconversió de la siderúrgia, l'han vist posada en un segon ordre dins l'Estat belga.
Una zona econòmica important del país és la zona hullera ja esmenada, que ha fet que s'hi concentrin una munió d'indústries siderúrgiques, metal·lúrgiques i químiques. Lieja n'és la capital econòmica, amb siderúrgia, el port de Lieja quadrimodal (tercer d'Europa, després de Duisburg i París), biotecnologia, ICT i actualment és la ciutat que tira endavant l'economia de la regió. També caldria destacar les indústries mecàniques de Namur i Nivelles, així com les de Verviers (tèxtil, mecàniques, tècniques mediambientals i elèctriques). Al costat de l'eix tradicional 'Sambre-Mosa' un eix nou de desenvolupament econòmic creix al llarg de l'autopista E40 (indústria logística, farmacèutica, mèdica…). Tot arreu la regió, hi ha una indústria agroalimentària, coneguda per la seva qualitat: cerveses, plats cuinats, xocolata i carn. Junts, les Ardenes i la província de Luxemburg són els primers exportadors mundials d'arbres de Nadal. La Hesbaye i l'altiplà de Herve són conegudes pels llegums, el sucre i la fruita (pomes i peres) i els productes derivats com la sidra.
L'índex d'atur el 2007 era del 14,4%, més alt que el de Flandes. L'any 2004 el PIB per habitant era de 19.858 euros (27.356 euros a Flandes). L'índex d'atur dels joves és molt preocupant.

## Política
Des del 1980 gaudeix d'autonomia amb una Assemblea i un Executiu propis que tenen competències plenes en treball, transport, organització territorial, habitatges, medi ambient, economia i energia. Després de la signatura dels Pactes de Saint Michel del 1995, també tindrà més competències en comerç exterior i agricultura, però l'Estat belga es reserva les competències de la representació diplomàtica, moneda, defensa i justícia. Gaudeix d'un Conseil de la Region Wallonne, amb 75 membres escollits, i alhora forma part del Conseil de la Communauté Francophone, als quals uneix els 19 diputats per Brussel·les i els 25 de la Comunitat Germanòfona de Bèlgica. A les eleccions regionals belgues de 2004 el més votat fou el Partit Socialista
De negociació a negociació les competències de l'Estat federal s'han transferit a les regions i les comunitats. Actualment, els flamencs volen més autonomia que els valons.
La bandera oficial és groga amb el gall vermell, le coq hardi. L'himne és Tchant dès Walons, compost el 1902 per Hiller i Bovy, amb el vers Å prumi rang on l'mète po l'industrèye Et d'vins lès årts, èle riglatile ot'tant.

### El nacionalisme való
El nacionalisme való és el moviment polític que defensa Valònia com a nació. En general, els militants valons que han lluitat per l'autonomia de Valònia com en el Discurs de Fernand Dehousse sobre el federalisme, al Congrés Nacional Való, va rebutjar i rebutja el nacionalisme. D'altra banda, els valons més autonomistes com André Renard (1911-1962), per exemple, han subordinat la lluita per Valònia a qüestions específicament socials o sindicals, però no sempre rebutgen el terme de nació.

## Cultura
Recordem que les matèries culturals són competència de la Comunitat Francesa de Bèlgica. Aquest terme no designa una institució que representa als francesos residents a Bèlgica, més aviat una entitat federada competent en el domini de la cultura i de l'ensenyament a les regions de llengua francesa (inclosa la regió bilingüe de Brussel·les-Capital. La Comunitat francesa està assentada a Brussel·les garantint una certa solidaritat entre francòfons de la regió valona i francòfons de Brussel·les.
Certs polítics valons volen que les competències de la Comunitat siguin transferides a la Regió, però és incert saber si el suport d'un projecte d'aquest tipus seria proper al poble.
Finalment, existeix un corrent important a Valònia que està propera al Manifest per la cultura valona i que els habitants del Quebec anomenen la cultura quebequesa, que es mostra a favor de considerar Valònia com un territori emancipat culturalment, tant de Bèlgica com de França.
Freqüentment, es confonen els termes Bèlgica i Valònia, gràcies al gran sentiment d'adhesió. És possible afirmar una cultura valona tant en el sentit de patrimoni, com de la creació contemporània (cinema, pintura, etc.) i d'atribuir en aquest sentit les obres als valons, ja que els habitants de la Valònia actual han portat aquest nom des de fa aproximadament 6 segles encara que sense alguna entitat política corresponent a aquest conjunt de valons territorialment més gran que l'actual Valònia.

## Llengües
Més del 96% de les comunes de la regió valona (252 de les 262) tenen com a llengua oficial única el francès. Quatre d'elles han establert facilitats lingüístiques per als seus habitants en l'ús del neerlandès: Comines-Warneton (Komen-Wasten), Enghien (Edingen), Flobecq (Vloesberg), Mouscron (Moeskroen). Tres han acordat facilitats en alemany i en neerlandès, únicament en matèria educativa (les facilitats en matèria administrativa podrien ser demandades pel consell comunal i aprovades per un decret reial i a continuació per una llei): Baelen, Plombières (en alemany Bleyberg), Welkenraedt. Dues organitzen facilitats en alemany: Waimes (en alemany Weismes), Malmedy (de vegades escrit erròniament amb un accent agut: Malmédy). Les nou comunes germanòfones de la regió valona organitzen totes les facilitats en francès per als seus habitants valons o francòfons: Amblève (en alemany: Amel), Bullange (en alemany: Büllingen), Burg-Reuland, Bütgenbach (en francès de vegades sense dièresi: Butgenbach), La Calamine (en alemany: Kelmis), Eupen, Lontzen, Raeren, Saint-Vith (o St. Vith). Aquestes nou comunes formen la regió lingüística de llengua alemanya; les altres 253 comunes formen la regió lingüística de llengua francesa, que comprèn entorn del 98% de la població valona. Les nou comunes germanòfones i les comunes de Waimes i Malmedy formen una regió denominada Cantons de l'Est, són els territoris prussians adherits a Bèlgica el 1919 pel Tractat de Versalles.
La llengua regional d'aquestes 253 comunes és principalment el való. El picard és parlat en el triangle Mons-Ath-Tournai, en gran part d'Hainaut, el lorenès (o gaumès) a Gaume (la regió de Virton), i el xampanyès en tres petits pobles de Sugny. En algunes comunes properes al domini flamenc, alemany o luxemburguès existeixen llengües regionals germàniques com la luxemburguesa (en el districte d'Arlon i el cantó de Saint-Vith), els dialectes flamencs i limburguesos són encara parlats per algunes persones o pobles segons el lloc. La Unió cultural valona té com a objectiu la defensa del való, del picard, del lorenès, del xampanyès i del fràncic lorenès (o luxemburguès). Forma part de la AIDLCM (associació internacional de llengües i cultures amenaçades).
Les llengües de la immigració (sobretot l'italià) tenen un paper important, com en tots els països del món, però el francès és l'única llengua actualment compresa i parlada pel conjunt de la població, excepte algunes excepcions puntuals.